# Money Drop
Money Drop était un jeu télévisé diffusé en France sur TF1 entre le 1er août 2011 et le 24 février 2017 du lundi au vendredi à 19 h 5. Le jeu est produit par Endemol France et présenté par Laurence Boccolini. TF1 suspend définitivement l'émission en mai 2017, désormais désireuse de diffuser un feuilleton quotidien français dans sa case de 19 h.
L'émission se fonde sur le format de sa version américaine, bien que la version originale, The Million Pound Drop, soit britannique.

## Historique et diffusion
Les premiers pilotes de la version française ont été tournés en juillet 2010 à Londres. Ce n'est qu'en avril 2011 que Laurent Storch, alors directeur des programmes de TF1, annonce au Mip TV l'arrivée prochaine du jeu à l'antenne à 19 h pour être diffusé en alternance avec les autres jeux de la case.
Pour la première fois de l'histoire du jeu, Money Drop est diffusé en première partie de soirée  à 20 h 50 le 12 avril 2013. L'émission est toujours présentée par Laurence Boccolini mais accueille des personnalités au lieu d'anonymes, qui jouent pour une association, un peu à la manière de Qui veut gagner des millions ? et la somme maximum passe de 250 000 € à 500 000 €[réf. nécessaire].
Entre 2011 et 2017, en France, l'émission est diffusée du lundi au vendredi à 19h05, à raison de 9 salves :
- Du 1er août[3] au 23 septembre 2011 pour une session initiale de 40 émissions.
- Du 2 janvier au 6 juillet 2012 pour une session de 134 émissions.[réf. souhaitée]
- Du 18 mars au 23 août 2013 pour une session de 115 émissions.[réf. souhaitée]
- Du 13 janvier au 11 juillet 2014 pour une session de 125 émissions.[réf. souhaitée]
- Du 22 septembre 2014 au 8 janvier 2015 pour une session de 79 émissions (donc 77 inédites et 2 émissions de best-of les 24 et 31 décembre 2014).[réf. souhaitée]
- Du 13 avril au 3 juillet 2015[4] pour une session de 60 émissions.
- Du 7 septembre 2015 au 1er janvier 2016 pour une session de 85 émissions.[réf. souhaitée]
- Du 18 janvier au 8 juillet 2016 pour une session de 124 émissions.[réf. souhaitée]
- Du 28 novembre 2016 au 24 février 2017 pour une session de 65 émissions.

Laurence Boccolini a mentionné à l'antenne durant l'émission, le vendredi 3 février 2017, que c'était le 800e numéro du jeu.
Depuis 2013, le jeu est diffusé occasionnellement sur TF1 en première partie de soirée. Lors de ces émissions, quatre duos de célébrités jouent pour une même association. Les candidats ont joué en faveur du Secours populaire, Tout le monde chante contre le cancer, la Croix-Rouge française, la Fondation Abbé-Pierre, France Alzheimer, la fondation de France, et l'association Mécénat Chirurgie cardiaque. Les premiers primes ont atteint une part de marché de près de 24 % pour respectivement 5 226 000 téléspectateurs et 5 248 000 téléspectateurs.
L'audience de ces primes a depuis baissé. Pour la troisième émission, elle a atteint 4 084 000 téléspectateurs soit 20,6 % de part de marché, puis 4 279 000 téléspectateurs soit 21,8 % de part de marché lors du quatrième prime. Cette chute se confirme lors du cinquième prime quant au nombre de téléspectateurs (3 461 000) mais reste stable quant à la part de marché avec 21,3 %.
Lors du sixième prime, l'audience a atteint 5,3 millions de téléspectateurs, soit 24,4 % de part de marché. Au contraire, lors du septième prime diffusé le 23 mai 2015, elle a atteint 2 809 000 téléspectateurs, soit l’audience la plus basse en diffusion en prime-time.
Du 7 au 11 septembre 2015 TF1 a diffusé une semaine d'émission de Money Drop spécial. Lors de cette session, l'audience a atteint 3 446 000 téléspectateurs en moyenne.
À partir de 2016, pour « sauver » l'access de TF1 à la suite des échecs de Wish List : La Liste de vos envies et Boom : Gagner ne tient qu'à un fil !, certaines semaines ou quotidiennes sont consacrées aux célébrités au profit d'associations.

## Principe et règles
Un duo de candidats possède à son actif 250 000 € répartis en 50 liasses indivisibles de 5 000 € composées de 250 billets de 20 €. Pour repartir avec la totalité ou une partie de cet argent, ils doivent répondre correctement à un maximum de huit questions de culture générale sous forme de QCM[réf. souhaitée].
Les candidats choisissent tout d'abord un des deux thèmes proposés. La question ainsi que quatre propositions de réponse (chacune représentée par une trappe) sont ensuite dévoilées. Les candidats disposent de quelques secondes de réflexion sans déplacer d'argent pour trouver la réponse. Puis, lorsque le chronomètre se met en route, ils doivent poser toutes leurs liasses de billets sur une ou plusieurs trappes (3 au maximum). Depuis le 13 janvier 2014, si les candidats sont quasi certains de leur réponse, ils peuvent arrêter le chronomètre et valider leur mise.[réf. souhaitée]
Après confirmation des mises, l'argent posé sur des trappes correspondant aux mauvaises réponses tombe dans un réceptacle et est définitivement perdu. Si les candidats ont déposé de l'argent sur la trappe associée à la bonne réponse, ils le récupèrent et passent à la question suivante. Par ailleurs, s'ils ont gagné en ayant misé sur cette bonne réponse la totalité de leur argent (« réaliser un tout ou rien » selon la terminologie du jeu), ils passent une question, ce qui diminue leur risque de perdre de l'argent par la suite. Si les participants n'ont posé aucune liasse de billets sur la trappe de la bonne réponse, le jeu s'arrête et ils repartent les mains vides[réf. souhaitée].
Pour les quatre premières questions, les candidats ont 45 secondes (60 dans les primes-time) pour placer leur argent sur les trappes. Pour les questions 5 à 7, ils n'ont que 30 secondes. Toutefois, ils disposent également d'un « bonus temps » qui leur permet, après concertation, de procéder à des modifications dans leurs mises pendant dix secondes supplémentaires après la fin du temps imparti. Jusqu'au 8 janvier 2015, les candidats disposent d'un « bonus temps » dès le début de l'émission et en obtiennent un 2e lorsqu'ils arrivent au début de la 5e question[réf. souhaitée].
La 8e question est différente des sept premières car il n'y a que deux possibilités de réponse (c'est un « tout ou rien » obligatoire). Mais les candidats ont cette fois-ci tout le temps qu'ils souhaitent pour poser sur une seule des deux trappes l'argent qui leur reste. S'ils ont choisi la bonne réponse, et seulement dans ce cas, ils remportent la somme qu'ils ont réussi à conserver. Sinon, ils perdent tout. Leur gain peut donc potentiellement atteindre 250 000 €.[réf. souhaitée]
Depuis le 13 avril 2015, les candidats doivent miser, en plus des liasses, un « lingot d'or ». S'ils arrivent à le conserver jusqu'au début de la cinquième question, ils pourront alors doubler les gains en jeu lors de la huitième et ultime question, leur permettant donc d'atteindre un maximum de 500 000 €[réf. souhaitée].
Du 30 novembre 2015 au 1er janvier 2016 inclus, spéciale fêtes de fin d'année, un sapin rempli de clés numérotées fait son apparition sur le plateau. Dès qu'un jingle spécifique retentit, le duo peut choisir une clé. Ils doivent la miser en même temps que leurs liasses d'argent sur la prochaine question. S'il la conserve, ils repartent avec le cadeau associé. Si elle tombe dans la trappe, c'est perdu[réf. souhaitée]. Dès le 25 janvier 2016, la table des clés numérotées fait son apparition sur le plateau, en remplacement du sapin uniquement là pour les fêtes.
Lors des émissions en prime-time, 4 duos de célébrités jouent pour une association. Le 1er binôme doit essayer de conserver non pas 250 000€, mais 125 000€. Le duo suivant joue aussi pour 125 000€, mais s'ajoute l'argent perdu par l'équipe précédente (donc jusqu'à 250 000€). Ensuite vient le tour du 3e duo qui joue donc pour 375 000€ maximum et le dernier duo peut remporter jusqu'à 500 000€. En plus, chaque fois qu'une équipe réalise un "tout ou rien", 5 000€ supplémentaires sont ajoutés pour la cagnotte de l'association.

## Audiences
Diffusé par salves du lundi au vendredi à 19 h, le jeu enregistre de bons scores :
- Lors de sa première diffusion le 1er août 2011, Money Drop réunit 3 700 000 téléspectateurs, soit une part de marché de 26,1 %[11]. Depuis, l'émission confirme son succès et réalise le 8 août 2011 un record d'audience avec 4 000 000 téléspectateurs, soit une part de marché de 27 % du public et de 35 % auprès des ménagères de moins de 50 ans[12]. L'émission fait le même score le 23 août, avec 4 000 000 téléspectateurs et 26 % de part d'audience[13].
- Le 15 février 2012, l'émission marque son record d'audiences avec 5,7 millions de téléspectateurs, soit 25,4 % de parts de marché[14].
- Le 28 mai 2013, l'émission réalise son meilleur score de la saison avec 4,9 millions de téléspectateurs, soit 25 % de part de marché. En part d'audience, l'émission a réalisé un record en rassemblant 4 millions de téléspectateurs pour 26,6 % de part de marché.
- Le 6 mars 2014, le jeu quotidien réalise son record historique en rassemblant 27 % du public et 5,1 millions de téléspectateurs[15]. 
 Le 22 septembre 2014, le retour du jeu séduit 3,8 millions de téléspectateurs, soit 20,7 % de part de marché. Un score en baisse pour un retour du jeu. Cette année-là, il réalise son record en octobre, 4,2 millions de téléspectateurs (23 % de part d'audience)[16].
- À partir de janvier 2015, l'access de TF1 se rapproche de son concurrent N'oubliez pas les paroles sur France 2 et cède parfois son leadership auprès des ménagères de moins de 50 ans à la deuxième chaine[17].
- Le 13 avril 2015, le jeu revient plus tôt que prévu à la suite de l'arrêt du Juste Prix[17], il séduit 3 576 000 téléspectateurs soit 19,9 % de part de marché. Un score en baisse pour le retour du jeu, mais le jeu finit par repartir à la hausse en réalisant son record de la saison le 17 mai 2015 avec 3,7 millions de téléspectateurs pour 22,6 % du public[18].
- À la suite de la déprogrammation de Wish List : La Liste de vos envies, Money Drop est de retour le 18 janvier 2016 et enregistre en moyenne 4,1 millions de téléspectateurs pour 20,4 % de part de marché lors de la première semaine de diffusion[19].
- À partir du mois d'avril 2016, le jeu passe régulièrement sous la barre des 20 % d'audience[20] et enregistre un record à la baisse le 22 avril 2016 auprès des cibles commerciales (11,6 % sur les ménagères de moins de cinquante ans)[21].
- Diffusé après Cinq à sept avec Arthur en juin 2016 qui enregistre des mauvais scores, le jeu perd du terrain et cède à plusieurs reprises son leadership à France 2 et à France 3. Le 14 juin 2016, le jeu réalise son deuxième pire score historique en nombre de téléspectateurs et en PDA, en réunissant 2,57 millions de téléspectateurs, soit 14,9 % du public. La chaîne se retrouve alors deuxième des audiences sur cette tranche horaire, tout juste derrière France 3 (19/20) et devant France 2 (N'oubliez pas les paroles !)[22]. Auprès des cibles commerciales, le jeu se retrouve battu par M6[23].
- À la suite de l'arrêt de Cinq à Sept avec Arthur le 1er juillet 2016, qui précédait le jeu, Money Drop remonte en flèche à partir du lundi 4 juillet et finit par réaliser un des meilleurs scores en part d'audience de l'année 2016. En effet, le 7 juillet 2016, le jeu a réuni 2,91 millions de téléspectateurs, soit 21,8 % de part d'audience[24].
- Le jeu a été de nouveau diffusé de novembre 2016 à fin février 2017, réunissant en moyenne 3,5 millions de téléspectateurs, soit 18 % du public[25].

## Records de gains
Le record de gains dans ce jeu est de 270 000 €. Il s'agit d'une association au profit de la Fondation pour la recherche médicale remportée le 4 mars 2016.
Pour les candidats anonymes, le record est détenu par Cécile et Philippe qui décrochent un gain de 260 000 € le 16 juin 2016. Le précédent record était détenu 3 ans auparavant par Jean Pierre et Marlène le 28 mai 2013 et il était de 175 000 euros.
| Rang               | Gagnants               | Gains     | Date          |
| ------------------ | ---------------------- | --------- | ------------- |
| Médaille d'or      | Cécile et Philippe     | 260 000 € | 16 juin 2016  |
| Médaille d'argent  | Jean-Pierre et Marlène | 175 000 € | 28 mai 2013   |
| Médaille de bronze | Christel et Pierre     | 160 000 € | 14 avril 2015 |

## Produits dérivés
Édité par Dujardin et TF1 Games, un jeu de société consacré à Money Drop est sorti le 25 juillet 2012.[réf. souhaitée]
Une version du jeu en ligne de Money Drop est disponible sur le site officiel[pertinence contestée] de l'émission[réf. souhaitée].
Une application Money Drop était disponible sur l'App Store.[réf. souhaitée]

## Parodies
Les Guignols de l'info ont réalisé une parodie du jeu dans le contexte de la crise financière. Les marionnettes Silvio Berlusconi, Barack Obama, Nicolas Sarkozy et José Luis Rodríguez Zapatero ont participé au jeu animé par la marionnette Monsieur Sylvestre.
Le 10 décembre 2011, Laurence Boccolini se prête au jeu de parodier sa propre émission en compagnie de Laurent Gerra comme candidat pour son émission Laurent Gerra ne s'interdit rien.[réf. souhaitée]

## Controverses
Le magazine VSD, dans un article paru le 4 décembre 2014, affirme que le jeu Money Drop est truqué,. Selon VSD, les gagnants, sélectionnés avec minutie, remportent en moyenne 18 000 euros par jour pour garantir à TF1 de ne pas dépasser le budget moyen de dotations alloué,. Dans le cas contraire, la chaîne ne couvre pas l'excédent qui revient à la charge d'Endemol, la société de production du jeu. Pour éviter ce genre de situation, les employés d'Endemol ont pour consigne de sélectionner principalement des candidats pas trop cultivés.
Le journaliste de VSD confie avoir entendu dans les couloirs des castings de Money Drop : « Les trop bons, qu'ils aillent faire Questions pour un champion ». Toujours selon VSD : « Pendant les castings, les candidats sont profilés, entendez qu'on sait à peu près tout d'eux, leurs points forts, leurs points faibles, les événements capables de faire monter leur stress, etc. Bref, il n'y a plus qu'à choisir les bonnes questions, les mettre dans l'ordre de la partie et laisser faire ».
Selon le journaliste, il s'agirait de permettre à la production de faire gagner ou non un candidat. L'hebdomadaire ajoute que « Les animateurs de ces jeux ne seraient même pas dans la confidence pour préserver la poule aux œufs d'or »,. Laurence Boccolini, s'exprimant sur Twitter à ce sujet, dément avec ironie : « La seule chose truquée dans Money Drop, c'est moi ! En vrai, je suis une grande brune qui fait du 36. C'est pas un scoop ça ? »,.

## Versions étrangères
| Pays        | Nom                                                   | Présentateur           | Chaîne                 | Total à gagner    | Équivalent en € | Nb. de liasses et valeur des liasses | 1er numéro        | Dernier numéro                    |
| ----------- | ----------------------------------------------------- | ---------------------- | ---------------------- | ----------------- | --------------- | ------------------------------------ | ----------------- | --------------------------------- |
| Albanie     | 100 Milionë                                           | Adi Krasta             | Top Channel            | 10 000 000 lek    | ~ 70 000 €      | 40 × 250 000 lek                     | 11 janvier 2011   |                                   |
| Allemagne   | Rette die Million!                                    | Jörg Pilawa            | ZDF                    | €1 000 000        | 1 000 000 €     | 40 × €25 000                         | 13 octobre 2010   | 22 août 2013                      |
| Argentine   | Salven el Millón                                      | Susana Giménez         | Telefe                 | 1 000 000 AR$     | ~ 180 000 €     | 50 × 20 000 AR$                      | 9 juin 2011       | 22 décembre 2011                  |
| Australie   | The Million Dollar Drop                               | Eddie McGuire          | Nine Network           | A$ 1 000 000      | ~ 785 000 €     | 50 × A$ 20 000                       | 21 mars 2011      | 28 avril 2011                     |
| Brésil      | Um Milhão na Mesa                                     | Silvio Santos          | SBT                    | R$1 000 000       | ~ 500 000 €     | 50 X R$20 000                        | 21 septembre 2011 | 14 décembre 2011                  |
| Bulgarie    | Да ти паднат 100 хиляди Da ti padnat 100 khilyadi     | Niki Kunchev           | Nova Television        | 100 000 lev       | ~ 50 000 €      | 40 × 2 500 lev                       | 12 mars 2012      |                                   |
| Chili       | Atrapa los Millones                                   | Don Francisco          | Canal 13               | 400 000 000 $     | ~ 600 000 €     | 50 × 8 000 000 $                     | 25 mars 2012      |                                   |
| Colombie    | Millones por montones                                 | María José Barraza     | Caracol Televisión     | $1 000 000 000    | ~ 450 000 €     | 50 X 20 000 000                      | 25 juillet 2011   |                                   |
| Égypte      | انت والمليون Inta wal milyon                          | TBA                    | Mehwar TV              | EGP1 000 000      | ~ 80 000 € ?    | 50 × EGP20 000                       | 24 février 2012   |                                   |
| Espagne     | Atrapa un millón (es)                                 | Carlos Sobera          | Antena 3               | €1 000 000        | 1 000 000 €     | 40 × €25 000                         | 4 février 2011    | 6 avril 2012                      |
| Espagne     | Atrapa un Milión Diario                               | Carlos Sobera          | Antena 3               | € 200 000         | 200 000 €       | 40 × €5 000                          | 4 avril 2011      |                                   |
| Estonie     | Rahaauk                                               | Alari Kivisaar         | TV3                    | €100 000          | 100 000 €       | 40 × €2 500                          | 12 septembre 2011 |                                   |
| États-Unis  | Million Dollar Money Drop                             | Kevin Pollak           | Fox                    | US$1 000 000      | ~ 750 000 €     | 50 × US$20 000                       | 20 décembre 2010  | 1er février 2011                  |
| France      | Money Drop                                            | Laurence Boccolini     | TF1                    | 500 000           | 500 000         | 50 × 5 000 €+ 1 lingot d'or          | 1er août 2011     | 24 février 2017                   |
| Grèce       | Money Drop                                            | Grigoris Arnaoutoglou  | Mega TV                | €300 000          | 300 000 €       | 40 X €7 500                          | 16 octobre 2010   |                                   |
| Hongrie     | A 40 Milliós Játszma                                  | Rákóczi Ferenc         | TV2                    | 40 000 000 Ft     | ~ 140 000 €     | 40 × 1 000 000 Ft                    | 29 novembre 2010  |                                   |
| Israël      | אל תפיל את המיליון Al Tapil Et HaMilyon               | Erez Tal               | Aroutz 2 (Keshet)      | ₪1 000 000        | ~ 200 000 €     | 40 × ₪25 000                         | 13 octobre 2010   |                                   |
| Inde        | কোটি টাকার বাজি Koti Takar Baji                             | Jeet                   | Star Jalsha            | Rs 1 000 000      | ~ 15 000 €      | 40 × Rs 25000                        | 15 octobre 2011   | 14 janvier 2012                   |
| Italie      | The Money Drop (it)                                   | Gerry Scotti           | Canale 5               | €1 000 000        | 1 000 000 €     | 40 × €25 000                         | 12 décembre 2011  |                                   |
| Kazakhstan  | Шоу Сорок Миллионов Тенге Chou Sorok Millionov Tengue | Abdel'Mukhtarov        | tv7                    | 40 000 000 Tengue | ~ 200 000 €     | 40 × 1 000 000 Tengue                | 22 janvier 2011   |                                   |
| Lettonie    | Paņem 100 000... ja vari                              | Edgars Ludāns          | TV3                    | €100 000          | 100 000 €       | 40 × €2 500                          | 1er octobre 2011  |                                   |
| Lituanie    | 100 000 eurų grynais                                  | Marijonas Mikutavičius | TV3                    | €100 000          | 100 000 €       | 40 × €2 500                          | 2 septembre 2011  | 13 janvier 2012                   |
| Malaisie    | RM 1,000,000 Money Drop                               |                        | Astro Ria              | RM1 000 000       | ~ 200 000 € ?   | 50 × RM20 000                        | 3 décembre 2011   |                                   |
| Pays-Bas    | Show Me The Money                                     | Beau van Erven Dorens  | SBS 6                  | €1 000 000        | 1 000 000 €     | 40 × €25 000                         | 11 avril 2011     | 22 avril 2011                     |
| Philippines | The Million Peso Money Drop                           | Vic Sotto              | The 5 Network          | 1 000 000 PHP     | ~ 18 000 €      | 40 × 25 000 PHP                      | 14 octobre 2012   | 17 février 2013                   |
| Pologne     | Postaw na milion                                      | Łukasz Nowicki         | TVP 2                  | 1 000 000 zł      | ~ 220 000 €     | 40 × 25 000 zł                       | 14 mars 2011      |                                   |
| Portugal    | The Money Drop                                        | Teresa Guilherme       | TVI                    | 100 000 €         | 100 000 €       | 50 x 2 000 €                         | 23 mars 2015      |                                   |
| Royaume-Uni | The Million Pound Drop                                | Davina McCall          | Channel 4              | £1 000 000        | ~ 1 200 000 €   | 40 × £25 000                         | 24 mai 2010       |                                   |
| Russie      | Шоу Десять миллионов Chou Desiat' Millionov           | Maxim Galkin           | Rossiya 1              | 10 000 000 руб.   | ~ 240 000 €     | 40 × 250 000 руб.                    | 4 septembre 2010  |                                   |
| Serbie      | Multimilioner                                         | Dragan Nikolić         | RTV Pink               | 10 000 000RSD     | ~ 100 000 €     | 50 × 200 000RSD                      | 13 septembre 2011 |                                   |
| Singapour   | Million Dollar Money Drop                             | George Young           | Mediacorp TV Channel 5 | S$1 000 000       | ~ 650 000 €     | 40 × S$25 000                        | 9 août 2011       | 2 novembre 2011                   |
| Suède       | Pengarna på bordet                                    | Peter Jihde            | TV4                    | 2 000 000 SEK     | ~ 230 000 €     | 40 × 50 000 SEK                      | 3 octobre 2011    |                                   |
| Suisse      | Die Millionen-Falle                                   | René Rindlisbacher     | SRF 1                  | 1 000 000 Fr      | ~ 830 000 €     | 40 × 25 000 Fr                       | 4 juillet 2011    | 29 juin 2015                      |
| Turquie     | Bir Milyon Canlı Para                                 | Engin Altan Düzyatan   | Show TV                | 1 000 000TL       | ~ 430 000 €     | 40 × 25 000TL                        | 25 octobre 2010   |                                   |
| Ukraine     | Шоу на два мiльйони Chou na dva milyoni               | Andriy Domanskyi       | 1+1                    | 2 000 000 грн.    | ~ 200 000 €     | 40 X 50 000 грн.                     | 12 janvier 2011   | 30 mars 2011 (avec interruptions) |
| Uruguay     | Salven el millon                                      | Jorge Piñeyrúa         | Saeta TV Canal 10      | UY$1 000 000      | ~ 35 000 €      | 50 × UY$20 000                       | 21 août 2012      |                                   |